# Fighter
Fighter (v anglickém originále The Fighter) je americký dramatický sportovní film o cestě Micky Warda za boxerským titulem velterové váhy. Při cestě jej vede nevlastní bratr Dicky, který svojí úspěšnou kariéru vyměnil za drogy a kriminál. Ve filmu jde nejen o to, že porazí soupeře, ale boj se mění i v boj za rodinu a vlastní hrdost.

## Režie a herecké obsazení
- Režie: David O. Russell
- Hrají: Mark Wahlberg, Christian Bale, Amy Adams, Melissa Leo, Jack McGee, Americo Presciutti, Jeffrey Corazzini, Dan Marshall

## Oscarové ocenění
- Oscar za nejlepší ženský herecký výkon ve vedlejší roli – Melissa Leo
- Oscar za nejlepší mužský herecký výkon ve vedlejší roli – Christian Bale